# Вихтерле, Отто

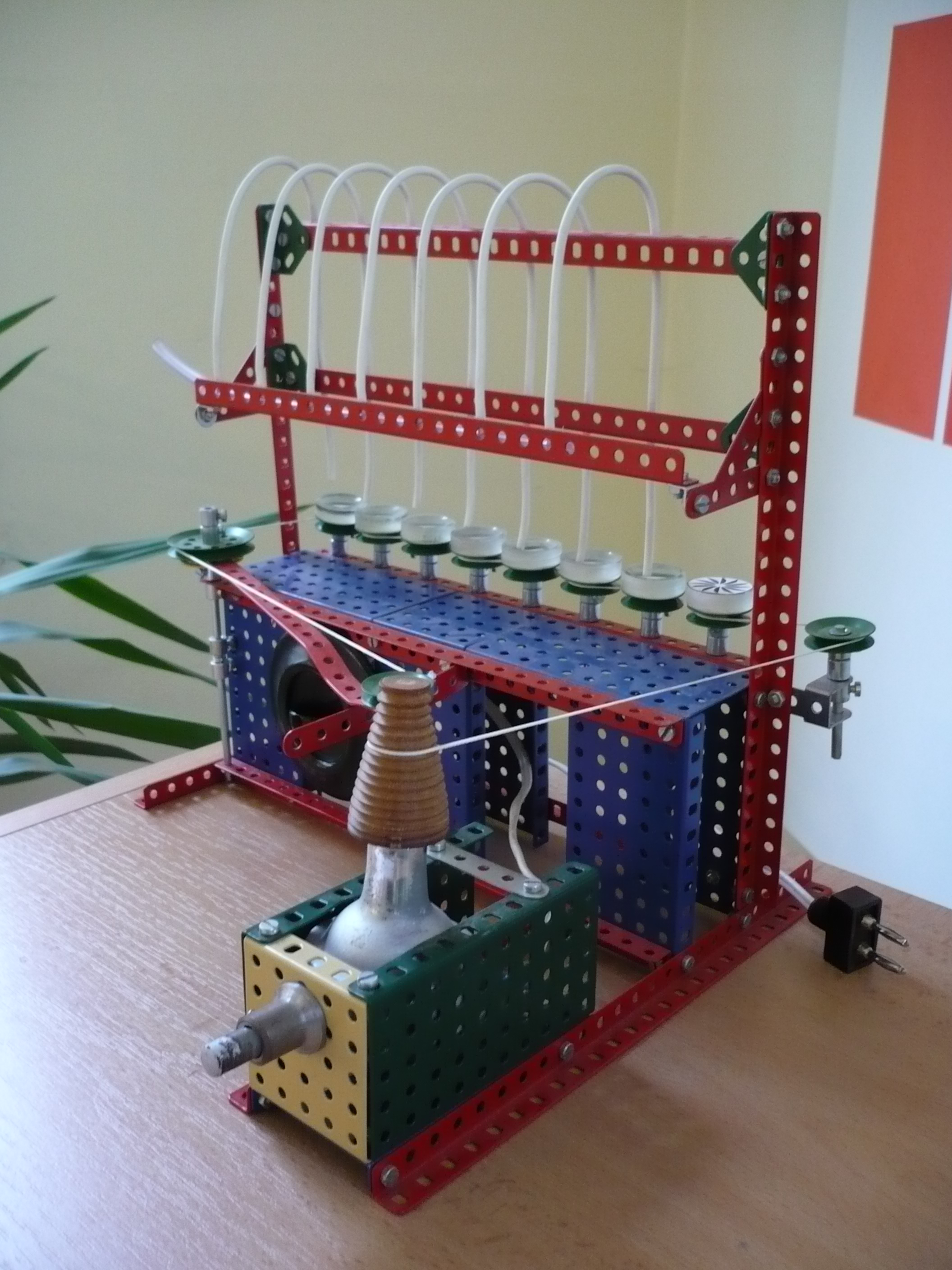
Аппарат для производства контактных линз из детского конструктора Merkur, созданный Вихтерле (чеш.)

Отто Вихтерле (чеш. Otto Wichterle; 27 октября 1913, Просниц, Моравия, Австро-Венгрия (теперь Простеёв Оломоуцкого края Чехии — 18 августа 1998, Прага) — чешский химик, изобретатель мягких контактных линз.
В 1942 году схвачен гестапо. Во время Пражской весны 1968 года был среди инициаторов обращения «Две тысячи слов», за что был снят со своей должности директора Института макромолекулярной химии и остался работать в институте как обычный ученый.
В 2013 году к 100-летию со дня рождения Вихтерле в Чехии выпустили серебряную монету (200 чешских крон) с его изображением и изображением контактной линзы, делающей изображение чётким.

## Награды
- Премия Вуда (1984)